# Ouragan Nate
Pour les articles homonymes, voir Cyclone tropical Nate.
L’ouragan Nate est le quinzième système tropical, en excluant la tempête tropicale potentielle Dix, de la saison 2017 dans l'océan Atlantique nord. Elle est devenue une tempête tropicale le 4 octobre au large de la côte du Nicaragua puis s'est dirigé vers le canal du Yucatán avant de devenir un ouragan dans le golfe du Mexique. Il a atteint le maximum de la catégorie 1 avant de frapper la côte de Louisiane et du Mississippi, puis s'est rapidement affaibli en entrant dans les terres et est devenu post-tropical le 9 octobre en se dirigeant vers le nord-est.
Nate a causé au moins 45 décès, dont une bonne partie avant même de devenir une tempête tropicale.
Le 12 avril 2018, l'Organisation météorologique mondiale retire le nom Nate de la liste officielle des cyclones. Il sera remplacé par Nigel en 2023.

## Évolution météorologique
Le 3 octobre, le National Hurricane Center a commencé à suivre une onde tropicale dans le sud-ouest de la mer des Caraïbes qui avait un potentiel de développement. Le lendemain en mi-journée, le système s'était assez développé pour devenir la dépression tropicale Seize à 40 km au sud-sud-ouest de l'île de San Andres au large la côte du Nicaragua. Le 5 octobre à 12 h UTC (8 heures locale), le NHC reclasse le système comme la tempête tropicale Nate alors qu'il est à 15 km au sud de Puerto Cabezas, Nicaragua. Nate touche la côte près de ce point peu de temps après.
Nate traversa ensuite l'est du Nicaragua et du Honduras, y donnant de fortes pluies, avant de ressortir dans le golfe du Honduras la nuit du 5 au 6 octobre.
Le soir du 6 octobre, le centre de la tempête tropicale est passée dans le canal du Yucatán, entre la péninsule du Yucatán et la pointe ouest de Cuba. Traversant dans le sud du golfe du Mexique et ses eaux très chaudes (30 °C), Nate devient un ouragan de catégorie 1 à 2 h 30 UTC le 7 octobre à la suite du rapport d'un avion de reconnaissance.
Se déplaçant rapidement vers le nord-nord-ouest à 35-40 km/h, l'ouragan se renforce n'étant pas inhibée par le cisaillement des vents avec l'altitude. À 16 h UTC le 7 octobre, Nate présente une meilleure organisation dans l'imagerie satellitaire avec la formation d'une couverture nuageuse centrale dense symétrique dont les sommets atteignent −80 °C. En outre, des avions de reconnaissances de l'aviation américaine et de la NOAA ont signalé la présence d'un œil de 25 milles marins (46,3 km) sous le couvert nuageux. Les bandes externes de pluie commencèrent à atteindre la Louisiane après ce rapport mais à 21 h UTC, le développement à une catégorie supérieure devenait moins claire.
À 0 h UTC le 8 octobre (19 h local le 7 octobre), le centre de Nate frappe la côte de la Louisiane à 15 km au sud-ouest de l'embouchure du fleuve Mississippi à la catégorie 1 avec des vents soutenus de 140 km/h et des rafales plus fortes. Il est associé avec des pluies abondantes sur le sud de la Louisiane et le sud-ouest de l'Alabama, une forte onde de tempête et quelques tornades. Traversant ensuite le détroit Breton, Nate a touché ensuite la côte du Mississippi près de Biloxi. L’œil de l'ouragan est passé à 5 h UTC près ou au-dessus de la base aérienne de Keesler, qui abrite l'escadre d'avions chasseurs de cyclones. Les vents sont devenus alors légers et la pression a chuté à 986 hPa.
Aux petites heures du matin du 8 octobre, Nate redevint une tempête tropicale à 130 km au nord de son point d'entrée dans les terres, continuant de s'affaiblir en traversant l'ouest de l'Alabama et étant happé dans un rapide flux du sud-ouest en altitude. Dès la mi-journée, il est retombé au seuil de dépression tropicale et le NHC a cessé d'émettre des bulletins, laissant ce soin au Weather Prediction Center. Le système est devenu une dépression des latitudes moyennes durant la nuit du 8 au 9 octobre en passant sur l'Ohio, puis s'est dirigée vers la Nouvelle-Angleterre et les provinces Maritimes du Canada.

## Préparatifs
Au cours de ses étapes formatives au tout début d'octobre, la perturbation tropicale qui a servi de précurseur a interagi avec le creux de mousson pour produire nuages et pluie sur le Panama. Ces pluies sont tombées sur une grande partie sur la cordillère de Talamanca et celle centrale, y compris les provinces du centre-ouest de Chiriquí, Bocas del Toro, Ngöbe-Buglé, Veraguas, Panamá Oeste et Coclé, ainsi que sur la côte atlantique de Colón et Guna Yala. Le 3 octobre, les autorités panaméennes ont émis une alerte pour de fortes pluies avec de fortes rafales et ont exhorté les résidents des rives de Río de Jesús à évacuer.
Une alerte rouge a été émise dans le Costa Rica voisin pour la vallée centrale, la côte du Pacifique et la région de Huetar Norte, tandis que la côte des Caraïbes était sous alerte jaune. Les rives des Caraïbes du Nicaragua furent mises sous alerte à mesure de l'intensification du système. Lors de la formation de Nate, un avertissement de tempête tropicale a été émis pour la côte.
La péninsule du Yucatán, la pointe ouest de Cuba, et même le sud de la Louisiane, du Mississippi et de l'Alabama, furent mises en veille ou avertissement dès le 5 octobre. Aux États-Unis, les autorités de Grand Isle, sur la côte de Louisiane, ont déclaré une évacuation volontaire. Le maire de La Nouvelle-Orléans, Mitch Landrieu, rencontra des responsables locaux, de l'État et fédéraux pour discuter des mesures de préparation, car la ville avait toujours des lacunes dans son système de drainage affecté deux mois plus tôt par l'ouragan Harvey. Le gouverneur de la Floride, Rick Scott, a déclaré l'état d'urgence pour 29 comtés dans la partie nord de l'état déjà fragilisé par l'ouragan Irma. Les compagnies pétrolières de forage du golfe du Mexique ont commencé à évacuer les plates-formes de production le 5 octobre et une plate-forme mobile fut même déplacée. Les avions de la Réserve de la Force aérienne furent évacué de la base aérienne de Keesler, en Louisiane par précaution.

## Impacts
| Pays        | Morts | Disparus | Dommages ($US de 2017) | Ref    |
| ----------- | ----- | -------- | ---------------------- | ------ |
| Costa Rica  | 11    | 2        | —                      | [ 19 ] |
| El Salvador | 1     | 0        | —                      | [ 20 ] |
| Guatemala   | 5     | 3        | —                      | [ 21 ] |
| Honduras    | 3     | 3        | —                      | [ 22 ] |
| Nicaragua   | 16    | 1        | —                      | [ 23 ] |
| Panama      | 7     | 0        | —                      | ,      |
| États-Unis  | 2     | 0        | 2,5 milliards $US      | [ 25 ] |
| Totaux :    | 45    | 9        | > 2,5 milliards $US    |        |

### Amérique centrale
Au Panama, le sol fut saturé de pluie durant quelques jours avec le précurseur de Nate et un glissement de terrain s'est produit, tuant 6 personnes. Une autre personne est morte dans le naufrage d'un navire dans la baie de Panama.
Au 6 octobre, la tempête avait fait 22 morts au Costa Rica (8 morts), au Nicaragua (11 morts) et au Honduras (3 morts), et près de 30 disparus, par des inondations et des coulées de boue. Une personne est également morte au El Salvador. Ces chiffres furent revus postérieurement et sont montrés dans le tableau ci-contre.
De nombreux arbres furent déracinés, des ponts se sont effondrés, des routes se sont transformées en rivières et des maisons furent inondées. Le Costa Rica fut frappé lors de la formation de la dépression tropicale Seize. Les écoles et administrations locales furent fermées et l'état d'urgence décrétée, de nombreuses routes principales étant rendues impraticables. Plus de 5 000 personnes ont dû y abandonner leurs maisons à cause des glissements de terrain. Le Nicaragua fut ensuite le plus touché, les autorités estimant que plus de 10 000 personnes dans 30 municipalités ont subi des conséquences.
Un match de qualification de la FIFA pour la coupe du monde 2018 entre le équipes du Costa Rica et du Honduras au Estadio Nacional de San Jose, Costa Rica, fut déplacé du 6 au 7 octobre à cause des conditions climatiques.

### Mexique et Cuba
Bien que Nate soit passé dans le canal du Yucatán entre ces deux pays, aucun rapport de dommages ou de pertes de vie n'est connu.

### États-Unis
Nate déversa des pluies torrentielles et provoqua des vents violents entre la Louisiane et la vallée de l'Ohio, se transformant rapidement en dépression tropicale dans les terres. Les quantités le long de sa trajectoire et le long de son extension vers la côte est sont de l'ordre de 75 à 200 mm avec des maxima par État de :
- 6,94 pouces (176 mm) à Dixon (Alabama) ;
- 8,32 pouces (211 mm) Crestview (Floride) ;
- 5,48 pouces (139 mm) Anna Ruby falls (Géorgie) ;
- 6,12 pouces (155 mm) Greenville (Kentucky)
- 4,56 pouces (116 mm) Kessler Airforce Base (Mississippi)
- 6,36 pouces (162 mm) Scaly Mountain (Caroline du Nord)
- 7,07 pouces (180 mm) Pine mountain (Caroline du Sud)
- 5,36 pouces (136 mm) Hixon (Tennessee)

À La Nouvelle-Orléans, où Nate est passé très rapidement, il n'est tombé que 1,13 pouces (29 mm)
Le système provoqua aussi des inondations locales et des pannes d'électricité sur la côte golfe du Mexique. Ainsi l'onde de tempête qui a frappé la région du détroit du Mississippi, joncha de débris le bord de mer de la ville de Biloxi durant la nuit. Elle inonda aussi le hall et le stationnement d'un casino de plus d'un mètre d'eau. Au matin, les eaux s'étant retiré, les dommages répertoriés furent cependant loin de ceux faits par l'ouragan Katrina en 2005. Les casinos de la côte du Golfe du Mississippi ont obtenu l'autorisation de rouvrir en milieu de matinée après leur fermeture samedi à l'approche de la tempête.
Nate coupa le courant électrique à plus de 100 000 habitants du Mississippi, de l'Alabama, de la Louisiane et de la Floride, mais les équipes ont restauré celui-ci en grande partie dans les 24 heures,. Plus à l'est, la région de Pensacola dans le Panhandle de Floride subit une surcote de 60 à 90 centimètres, soit le niveau d'eau normalement produite par une onde de tempête à cet endroit. Une brève tornade de force EF-0 s'est abattue dans l'ouest de Mobile, en Alabama, dimanche après-midi, selon le service météo américain. La tornade a abattu des branches d'arbres et un panneau d'affichage, ainsi qu'endommagé les toits et les fenêtres de quelques structures voisines mais aucun blessé n'e fut signalé.
Un accident, probablement causé par de l'aquaplanage, fit un mort sur l'Interstate 24 au Tennessee. Un pompier fut heurté par une automobile en dégageant la route de débris à Morganton, Caroline du Nord, et est mort de ses blessures.